# Sant Amador
|  | Per a altres significats, vegeu «Sant Amador (desambiguació)». |

Saint-Amadou, en occità Sant Amador, és un municipi francès, situat al departament de l'Arieja i a la regió d'Occitània.